# Vollbeendigung
Von Vollbeendigung wird im Gesellschafts- und Vereinsrecht gesprochen, wenn eine Gesellschaft die drei Phasen Auflösung, Liquidation und Löschung im Register durchlaufen hat. Erst mit der Vollbeendigung ist eine Gesellschaft oder ein Verein als Rechtsträger erloschen. Dabei kommt dem Registergericht wegen der schwerwiegenden Folgen einer Löschung die Aufgabe zu, die Vermögenslosigkeit vor Löschung sorgfältig zu prüfen.

## Allgemeines
Vollbeendigung setzt bei allen Rechtsformen den Abschluss der drei Beendigungsstadien Auflösung, Liquidation und Löschung voraus. Auflösung ist hierbei der Zeitraum, durch den die Gesellschaft aus einer gewerblichen Tätigkeit in die Phase der Abwicklung oder Liquidation ihrer Geschäfte eintritt. Abwicklung wiederum ist die vollständige Lösung der persönlichen und vermögensrechtlichen Bindungen der Gesellschafter durch Veräußerung aller Aktiva und etwaiger Verteilung des Restvermögens, um durch tatsächliche Vermögenslosigkeit die Löschung einer Gesellschaft zu ermöglichen. In rechtlicher Hinsicht setzt die Abwicklung einer Gesellschaft ihre vorherige Auflösung voraus. Wirtschaftlich bleibt die Gesellschaft bestehen, jedoch in Änderung ihres Gegenstandes nunmehr zum Zweck der Abwicklung; dazu muss sie jedoch als Abwicklungsgesellschaft bezeichnet werden (vgl. etwa § 157 Abs. 1 HGB) und auch registerlich den Zusatz „i. L.“ („in Liquidation“) oder „i. Abw.“ („in Abwicklung“) tragen, damit ihre Abwicklungsphase im Handelsverkehr erkannt wird.

## Lehre vom Doppeltatbestand
Sowohl die Personenhandels- als auch die Kapitalgesellschaft müssen die drei Phasen Auflösung, Abwicklung und Löschung durchlaufen. Umstritten ist lediglich, ob die registerliche Löschung im Rahmen einer Vollbeendigung konstitutive oder bloß deklaratorische Wirkung hat. Für Kapitalgesellschaften wird vorausgesetzt, dass neben der Vermögenslosigkeit auch die Löschung im Handelsregister erfolgt ist. Bei Personenhandelsgesellschaften hat die Löschung lediglich deklaratorischen Charakter, denn beispielsweise die GmbH & Co. KG ist mit kompletter Verteilung ihres Aktivvermögens voll beendet.
Nach der in der Literatur herrschenden und von der höchstrichterlichen Rechtsprechung vertretenen Lehre vom Doppeltatbestand werden für die Vollbeendigung einer Handelsgesellschaft kumulativ die tatsächliche Vermögenslosigkeit und die Löschung im Register vorausgesetzt. Nachträglich aufgefundenes Gesellschaftsvermögen verhindert trotz registerlicher Löschung den Eintritt der Vollbeendigung, weil es am Tatbestand der Vermögenslosigkeit fehlt. Deshalb kommt dem Registergericht im Rahmen der Vollbeendigung eine wichtige Aufgabe zu. Es hat nach § 26 FamFG von Amts wegen zu prüfen, ob die Abwicklung tatsächlich beendet wurde und folglich weder Restvermögen noch sonstige Abwicklungsmaßnahmen erforderlich sind. Deshalb sei § 394 FamFG so auszulegen, dass nur eine tatsächlich vermögenslose Gesellschaft gelöscht werden kann. Aus § 394 FamFG lässt sich nicht entnehmen, welche Anforderungen an eine Vollbeendigung zu stellen sind, weil hier lediglich die Voraussetzungen einer Amtslöschung bei Vermögenslosigkeit geregelt sind. § 394 Abs. 1 Satz 1 FamFG räumt dem Registergericht bei vermögenslosen Gesellschaften einen Ermessensspielraum ein, während nach Satz 2 bei Vermögenslosigkeit nach Durchführung des Insolvenzverfahrens eine Löschungspflicht besteht.
Hat eine Kapitalgesellschaft noch verwertbares Vermögen, so ist sie zu liquidieren, sodass eine Löschung nicht zu ihrer Beendigung führt, denn die Beendigung erfordert Löschung und tatsächliche Beendigung der Abwicklung. Wurde noch Restvermögen gefunden, ist eine Nachtragsliquidation erforderlich. Die Lehre vom Doppeltatbestand verlangt mithin Vermögenslosigkeit und Registerlöschung lediglich bei Kapitalgesellschaften, während bei Personenhandelsgesellschaften die Vermögenslosigkeit die einzige Voraussetzung einer Vollbeendigung ist. Denn Personenhandelsgesellschaften sind mit Abschluss der Abwicklung voll beendet und damit bereits erloschen.

## Löschung
Die Löschung der Gesellschaft oder des Vereins im jeweiligen Register hat für den Handelsverkehr schwerwiegende Folgen, denn aufgrund der „positiven Publizität“ der Register darf der Auskunft suchende darauf vertrauen, dass eine gelöschte Gesellschaft nicht mehr besteht. Durch Löschung entsteht für den Rechtsverkehr der Anschein der Beendigung einer Gesellschaft. Allerdings nehmen nur eintragungspflichtige Tatsachen an der „positiven Publizität“ teil. Eintragungspflichtig ist die Auflösung bei „Kannkaufleuten“ (§ 31 Abs. 2 Satz 1 HGB) und bei Kapitalgesellschaften (§§ 65 Abs. 1 GmbHG, § 273 Abs. 1 AktG). Wurde eine Gesellschaft dieser Rechtsformen gelöscht und die Löschung bekannt gemacht, obwohl die Abwicklung noch nicht abgeschlossen war, so handelt es sich dann um die unrichtige Bekanntmachung einer eintragungspflichtigen Tatsache (§ 15 Abs. 3 HGB). Ein Dritter kann sich auf eine falsch bekannt gemachte Tatsache gegenüber demjenigen berufen, in dessen Angelegenheiten die Tatsache einzutragen war, wobei der Dritte nach herrschender Meinung das Wahlrecht hat, ob er sich auf den Bekanntmachungsinhalt oder die wahre Rechtslage beruft. Eine GmbH verliert trotz Löschung im Handelsregister ihre Rechts- und Parteifähigkeit erst mit Vollbeendigung. Die Vollbeendigung geschieht also nicht durch die registerliche Löschung, sondern erst durch den Abschluss ihrer Abwicklung. Die Löschung ist somit die letzte Stufe des Beendigungsprozesses einer Kapitalgesellschaft. Bei Personenhandelsgesellschaften bedarf es einer Löschung im Handelsregister für den Eintritt der Vollbeendigung nicht.
Dem OLG Celle zufolge gilt der durch Löschung hervorgerufene Anschein der Beendigung einer Gesellschaft nicht nur, wenn die gelöschte Gesellschaft tatsächlich vermögenslos ist, sondern auch dann, wenn die Gesellschaft zwar wegen Vermögenslosigkeit gelöscht ist, in Wirklichkeit aber noch über Vermögen verfügt. Wollten die Gesellschafter eine noch Vermögen besitzende und gelöschte Gesellschaft fortsetzen, sei ein Neubeginn nur durch eine Neugründung möglich. Die Fortsetzung einer wegen Vermögenslosigkeit nach § 60 Abs. 1 Nr. 7 GmbHG gelöschten Gesellschaft ist somit ausnahmslos unzulässig.